# 黃適卓
黃適卓（英語：David Huang Shih-cho，1966年8月14日—），中華民國政治人物、行政學學者，嘉義市人，父親為前台聯主席黃主文，文化大學政治系、南加大博士畢業，曾任台聯創黨黨員、桃園市政府顧問、桃園航空城公司董事長、立法委員、考試院保訓會委員、蔡英文與賴清德競選總部發言人、民進黨發言人、開南大學公事系副教授、開南大學電商中心執行長、開南大學副校長及教改協會理事長等職。
2015年11月30日 黃適卓被控參選第8屆立委時，以文宣抹黑對手楊麗環，更二審被判處4月徒刑，可易科罰金。最高法院駁回上訴，全案定讞。

## 政治經歷
2004年12月11日以台灣團結聯盟當選第六屆台北市第二選舉區立法委員。
2005年2月1日至2008年1月31日，第六屆立法委員任期。
2007年，黃適卓質疑台灣團結聯盟黨內有紅衫軍涉入、路線不和而遭開除黨籍的廖本煙及黃宗源，與另一名立委尹伶瑛宣佈退出台聯、加入民主進步黨立法院黨團運作。
黃適卓曾於2008年立委選舉爭取在臺北市第五選舉區代表泛綠參選，但與段宜康協調後以民調決定進退，民調結果由段宜康獲勝；段宜康依協議代表泛綠出馬，與中國國民黨立委林郁方競爭。
2011年，黃適卓受民進黨徵召，在桃園縣第四選舉區參選第八屆立法委員選舉。競選立委期間，黃適卓與助理指競選對手楊麗環的助理收賄被起訴，一審獲判無罪。
2014年3月20日，臺灣高等法院改判黃適卓違反選罷法，全案可上訴。
2014年12月9日，甫當選首任桃園市長的鄭文燦宣布，由黃適卓出任新市府首席顧問，2015年農曆春節過後，出任桃園市副市長。
2015年2月15日，鄭文燦宣布新任桃園市副市長由邱太三、王明德出任，原本可能接任副市長的黃適卓表示，希望給新市長更多考量空間，並延攬優秀人才，因此將擔任市府顧問室的顧問。
2015年11月30日  黃適卓被控參選第8屆立委時，以文宣抹黑對手楊麗環，更二審被判處4月徒刑，可易科罰金。最高法院今天駁回上訴，全案定讞。
2016年5月25日，民主進步黨召開中執會，接任民進黨主席的總統蔡英文公佈黨務人事，由黃適卓接任民進黨發言人一職。
2017年2月24日，桃園市政府發布人事命令，原桃園航空城股份有限公司董事長張昌財由於健康因素請辭獲准，董事長一職由黃適卓接任。3月1日，桃園航空城公司召開第4屆第1次臨時董事會，選任黃適卓為董事長。5月3日，黃適卓宣誓為桃園航空城公司董事長。
2018年12月22日，黃適卓宣布請辭桃園市政府首席顧問。12月23日，正式婉拒接替林明裕擔任教育局長或接替劉坤億擔任桃捷公司董事長等職務，宣布參選2022年桃園市市長選舉。但民進黨最終於2022年6月22日徵招時任新竹市市長林智堅。後因其主動退選，民進黨改為徵招時任桃園市立法委員鄭運鵬。

## 選舉紀錄
| 年度 | 選舉屆數           | 選舉區           | 所屬政黨     | 得票數 | 得票率 | 當選標記 | 備註 |
| ---- | ------------------ | ---------------- | ------------ | ------ | ------ | -------- | ---- |
| 2004 | 第六屆立法委員選舉 | 臺北市第二選舉區 | 台灣團結聯盟 | 36,431 | 6.19%  |          |      |

## 家庭
- 父親為前內政部部長、台灣團結聯盟創黨主席黃主文。

## 著作

### 學術論文
- 《立法院次級問政團體集思會之質的研究》：國立政治大學公共行政研究所碩士論文，1992年出版。

### 個人著作
- 《牽手護臺灣》：黃適卓2004年5月12日初版，ISBN 957296540-9。
- 《憲 正名 新國家》：杜葳廣告2004年初版，ISBN 957296540-9。

### 合著
- 《地方制度法理論與實用⑶本論》（二版）：與張正修合著，學林文化2004年3月初版，ISBN 9867697316。

## 外部連結
- 黃適卓的Facebook專頁
- YouTube上的黃適卓頻道
- 立法院 （页面存档备份，存于）